# Anna Hörlin
Anna Theresia Hörlin, född Pettersson 27 april 1872 i Uppsala domkyrkoförsamling, Uppsala, död 11 mars 1944 i Överjärna församling, Stockholms län
, var en svensk målare.
Hon var dotter till vagnmakaren Carl Pettersson och Emma Kristina Johansson. Hörlin utbildade sig först till modist men genom självstudier väcktes hennes intresse för konst. Hon studerade vid Wilhelmsons målarskola i Stockholm 1915-1918. Hennes konst består av stilleben, landskap och Stockholmsmotiv utförda i olja.  
Hon var från 1898 gift med konstnären Axel Hörlin. De är begravda på Skogskyrkogården i Stockholm. Deras son är konstnären Tor Hörlin.